# فريدي (مغني)
```
غابور الفريد فهيرفاري
 
(
بالإنجليزية
: 
Gábor Alfréd Fehérvári
)‏
 (مواليد 8 أبريل 1990) ، ويعرف باسمه الفني 
فريدي
، هو مغني 
مجري
. كان قد أشتهر بعد أن احتل المركز الرابع في الموسم الأول من 
النسخة المجرية
 من برنامج 
رايزنغ ستار
. فيما مثل لاحقًا 
المجر
 في 
مسابقة الأغنية الأوروبية
 لسنة 2016. 
[
4
]
```

## ديسكغرفي

### أغاني منفردة
| الأغنية        | عام  | أعلى مرتبة في القوائم | أعلى مرتبة في القوائم | الألبوم  |
| الأغنية        | عام  | المجر                 | السويد                | الألبوم  |
| -------------- | ---- | --------------------- | --------------------- | -------- |
| "ماري جو"      | 2015 | -                     | -                     | بايونيير |
| "نيكد نيم كيل" | 2015 | -                     | -                     | بايونيير |
| "بايونير"      | 2015 | 1                     | - [1]                 | بايونيير |
| "نا جو، هيلو"  | 2016 | -                     | -                     | بايونيير |
| "عز فيهار"     | 2017 | -                     | -                     | بايونيير |
| "توداك"        | 2017 | 1                     | -                     | بايونيير |
| "نينسن هولناب" | 2017 | 30                    | -                     | بايونيير |

## روابط خارجية
- فريدي على موقع IMDb (الإنجليزية)
- فريدي على موقع ميوزك برينز (الإنجليزية)
- فريدي على موقع ديسكوغز (الإنجليزية)